# Саадуев, Залимхан Магомедович
Залимха́н Магоме́дович Сааду́ев (род. 11 марта 1988, Махачкала, СССР) — российский футболист, полузащитник; тренер.

## Карьера
Воспитанник дагестанского футбола, футбольной школы махачкалинского «Динамо». В 2006—2007 годах выступал в любительском клубе «Зенит» (Москва). Профессиональную карьеру начал в 2008 году в латвийском «Динабурге», за который дебютировал 5 апреля в матче против «Риги» (2:0). Всего в чемпионате Латвии провёл 11 матчей. В 2009 году защищал цвета московского «Торпедо» и «Шексны». В марте 2010 года перешёл в молдавский клуб «Академия УТМ», за который дебютировал 12 марта 2010 года в матче против клуба «Искра-Сталь» (1:1). Всего в чемпионате Молдавии провёл 3 матча. В дальнейшем из-за травмы остался на 2 года вне футбола, занимался в Махачкале у Вячеслава Сидорюка в любительской команде «Политех». Летом 2012 года подписал контракт с «Дагдизелем». Завершил карьеру в 2015 году в «Дружбе».

### Тренерская
С 2023 года — тренер клуба «Зоркий».

## Личная жизнь
Женился 23 ноября 2013.